# Amelia Kenworthy
Amelia Kenworthy (* 26. Juli 1998 in Lancashire, England) ist eine britische Schauspielerin.

## Leben
Kenworthy wurde am 26. Juli 1998 in der Grafschaft Lancashire geboren. 2018 begann sie ein Schauspielstudium an der Royal Academy of Dramatic Art, dass sie 2021 mit dem Bachelor of Arts abschloss. Während ihres Studiums an der RADA wirkte sie in den Theaterstücken A Midsummer Night’s Dream, Against, Pomona und Spring Awakening. 2021 gab sie im Kurzfilm Irl ihr Filmschauspieldebüt. Drei Jahre später spielte sie im Kurzfilm Messenger mit, der im Januar 2024 auf dem London Short Film Festival gezeigt wurde. Im selben Jahr spielte sie in fünf Episoden der zweiten Staffel des Amazon-Originals Der Herr der Ringe: Die Ringe der Macht die Rolle der Elbin-Schmiedin Mirdania. Bereits im Oktober 2023 wurde sie für den Cast bestätigt.

## Filmografie (Auswahl)
- 2021: Irl (Kurzfilm)
- 2024: Messenger (Kurzfilm)
- 2024: Der Herr der Ringe: Die Ringe der Macht (The Lord of the Rings: The Rings of Power, Fernsehserie, 5 Episoden)

## Theater (Auswahl)
- 2020: A Midsummer Night’s Dream, Regie: Funlola Olufunwa, Royal Academy of Dramatic Art
- 2021: Against, Regie: Psyche Stott, Royal Academy of Dramatic Art
- 2021: Pomona, Regie: Jordon Stevens, Royal Academy of Dramatic Art
- 2021: Spring Awakening, Regie: Shiv Rabheru, Royal Academy of Dramatic Art